# Наташа Бедингфилд
Наташа Ен Бедингфилд (енгл. Natasha Anne Bedingfield) је британска поп певачица и текстописац, рођена 26. новембра 1981, у Лондону, од оца Џона и мајке Моли. Наташа има брата Данијела, као и сестру Николу. Током 80-их, је Наташа заједно са братом и сестром, дебитовала као члан групе Christian rock. Кроз 90те, је снимила рок и госпел песме, за Hillsong London Church. Њен први албум песама Unwritten, је издала 2004. Године 2007, је номинована Наградом Греми, за албум Unwritten. Други албум N.B, је издала 2007. Овај албум није био толико популаран као први. Наташа ради у хуманитарној организацији Global Angels.

## Албуми песама
- 2004: Unwritten
- 2007: N.B.
- 2008: Pocketful of Sunshine
- 2011: Strip Me